# Erna Sack
Erna Dorothea Luise Sack, nata Weber (Spandau, 6 febbraio 1898 – Magonza, 2 marzo 1972), è stata una cantante lirica tedesca.
È stata una cantante d'opera lirica e la sua voce era quella di un soprano di coloratura.
Studiò presso il Conservatorio di Praga e di Berlino.
Come Mado Robin, venne definita "usignolo" per la capacità di raggiungere le note dopo il Do 6 in voce di testa. Il suo debutto ha dell'incredibile: la moglie del Maestro Bruno Walter la sentì cantare e lo convinse ad ascoltarla.
Richard Strauss scrisse la partitura di Isotta adatta alla sua coloratura e tessitura per Die schweigsame Frau che ebbe la prima il 24 giugno 1935 al Semperoper di Dresda diretta da Karl Böhm con Maria Cebotari e Kurt Böhme.
Nel 1937 è Tinti nella prima assoluta di Massimilla Doni di Othmar Schoeck diretta da Böhm con Böhme a Dresda e poi all'Opernhaus Zürich diretta dal compositore con Böhme e la Regina della notte ne Il flauto magico diretta da Tullio Serafin con Licia Albanese, Tito Schipa, Alessio De Paolis e Tancredi Pasero al Teatro Costanzi di Roma.
Si sposò nel 1921 con Hermann Sack.